# Benoît Paire
Benoît Paire (Avinyó, Provença, 8 de maig de 1989) és un jugador professional de tennis francès, guanyador de tres títols individuals i un de dobles en el circuit ATP.
L'any 2015 fou guardonat amb el premi de millor retorn del circuit ATP després de passar gran part de l'any 2014 lesionat i aconseguir escalar fins a la 19a posició del rànquing individual.

## Palmarès

### Individual: 9 (3−6)
| Llegenda (pre/post 2009)                                 |
| -------------------------------------------------------- |
| Grand Slams (0−0)                                        |
| Tennis Masters Cup / ATP Finals (0−0)                    |
| ATP Masters Series / ATP World Tour Masters 1000 (0−0)   |
| ATP International Series Gold / ATP World Tour 500 (0−1) |
| ATP International Series / ATP World Tour 250 (3−5)      |

| Títols per superfície |
| --------------------- |
| Dura (0−5)            |
| Gespa (0−0)           |
| Terra batuda (3−1)    |

| Resultat  | Núm. | Data                   | Torneig                     | Superfície   | Oponent               | Marcador            |
| --------- | ---- | ---------------------- | --------------------------- | ------------ | --------------------- | ------------------- |
| Finalista | 1.   | 6 de maig de 2012      | Belgrad, Sèrbia             | Terra batuda | Andreas Seppi         | 3−6, 2−6            |
| Finalista | 2.   | 10 de febrer de 2013   | Montpeller, França          | Dura (i)     | Richard Gasquet       | 2−6, 3−6            |
| Guanyador | 1.   | 26 de juliol de 2015   | Bastad, Suècia              | Terra batuda | Tommy Robredo         | 7−6(7), 6−3         |
| Finalista | 3.   | 11 d'octubre de 2015   | Tòquio, Japó                | Dura         | Stanislas Wawrinka    | 2−6, 4−6            |
| Finalista | 4.   | 24 de setembre de 2017 | Metz, França                | Dura (i)     | Peter Gojowczyk       | 5−7, 2−6            |
| Guanyador | 2.   | 14 d'abril de 2019     | Marràqueix, Marroc          | Terra batuda | Pablo Andújar         | 6−2, 6−3            |
| Guanyador | 3.   | 25 de maig de 2019     | Lió, França                 | Terra batuda | Félix Auger-Aliassime | 6−4, 6−3            |
| Finalista | 5.   | 24 d'agost de 2019     | Winston-Salem, Estats Units | Dura         | Hubert Hurkacz        | 3−6, 6−3, 3−6       |
| Finalista | 6.   | 18 de gener de 2020    | Auckland, Nova Zelanda      | Dura         | Ugo Humbert           | 6−7(2), 6−3, 6−7(5) |

### Dobles masculins: 4 (1−3)
| Llegenda (pre/post 2009)                                 |
| -------------------------------------------------------- |
| Grand Slams (0−0)                                        |
| Tennis Masters Cup / ATP Finals (0−0)                    |
| ATP Masters Series / ATP World Tour Masters 1000 (0−0)   |
| ATP International Series Gold / ATP World Tour 500 (0−0) |
| ATP International Series / ATP World Tour 250 (1−3)      |

| Títols per superfície |
| --------------------- |
| Dura (1−1)            |
| Gespa (0−0)           |
| Terra batuda (0−2)    |

| Resultat  | Núm. | Data                 | Torneig            | Superfície   | Parella                | Oponents                           | Marcador         |
| --------- | ---- | -------------------- | ------------------ | ------------ | ---------------------- | ---------------------------------- | ---------------- |
| Guanyador | 1.   | 6 de gener de 2013   | Chennai, Índia     | Dura         | Stanislas Wawrinka     | Andre Begemann Martin Emmrich      | 6−2, 6−1         |
| Finalista | 1.   | 10 de gener de 2016  | Chennai            | Dura         | Austin Krajicek        | Olivier Marach Fabrice Martin      | 3−6, 5−7         |
| Finalista | 2.   | 15 d'abril de 2018   | Marràqueix, Marroc | Terra batuda | Édouard Roger-Vasselin | Nikola Mektić Alexander Peya       | 5−7, 6−3, [7−10] |
| Finalista | 3.   | 28 de febrer de 2021 | Córdoba, Argentina | Terra batuda | Romain Arneodo         | Rafael Matos Felipe Meligeni Alves | 4−6, 1−6         |

## Trajectòria

### Individual
| Open d'Austràlia | A           | A           | 2R          | 1R    | 1R          | 3R          | Q1          | 1R    | 3R          | 1R          | 1R          | 2R          | 1R    | 3R |    | 0 / 11    | 8 – 11    |
| Roland Garros | Q3          | 1R          | 1R          | 2R    | 3R          | 2R          | 3R          | 2R    | 1R          | 2R          | 4R          | 2R          | 1R    | 1R | 1R | 0 / 14    | 12 – 14   |
| Wimbledon | A           | Q1          | 1R          | 3R    | 3R          | 1R          | 2R          | 2R    | 4R          | 3R          | 4R          | NC          | 1R    | 1R |    | 0 / 11    | 14 – 11   |
| US Open | A           | 2R          | Q1          | 2R    | 1R          | 2R          | 4R          | 2R    | 2R          | 2R          | 2R          | A           | 1R    | 1R |    | 0 / 11    | 10 – 11   |
| Jocs Olímpics | No celebrat | No celebrat | No celebrat | A     | No celebrat | No celebrat | No celebrat | 2R    | No celebrat | No celebrat | No celebrat | No celebrat | A     | NC | NC | 0 / 1     | 1 – 1     |
| Total Victòries−Derrotes                                                                                                   | 0−0         | 1−4         | 5−10        | 26−26 | 32−30       | 10−19       | 25−17       | 23−32 | 31−31       | 27−28       | 34−29       | 10−13       | 13−30 |    |    | 239 – 273 | 239 – 273 |
| Rànquing a final d'any | 331         | 152         | 95          | 47    | 26          | 120         | 19          | 47    | 41          | 52          | 24          | 28          | 46    |    |    |           |           |
| Llegenda: G: Guanyador; F: Finalista; SF: Semifinalista; QF: Quarts de final; Q: Qualificació; A: Absent; RR: Round Robin; |             |             |             |       |             |             |             |       |             |             |             |             |       |    |    |           |           |

### Dobles masculins
| Open d'Austràlia | A           | A           | A           | A   | QF          | 1R          | A           | A   | 1R          | 2R          | 1R          | 3R          | 1R    | 1R | 0 / 8     | 6 – 8     |
| Roland Garros | 1R          | 1R          | 1R          | 1R  | 1R          | 1R          | 1R          | 1R  | 1R          | 2R          | 2R          | 2R          | 3R    | 2R | 0 / 14    | 6 – 14    |
| Wimbledon | A           | A           | A           | 1R  | 1R          | 1R          | 1R          | 1R  | A           | 1R          | 1R          | NC          | A     | 1R | 0 / 8     | 0 – 8     |
| US Open | A           | A           | A           | 2R  | A           | A           | 1R          | 1R  | 1R          | 1R          | 1R          | A           | 3R    |    | 0 / 7     | 3 – 7     |
| Jocs Olímpics | No celebrat | No celebrat | No celebrat | A   | No celebrat | No celebrat | No celebrat | 2R  | No celebrat | No celebrat | No celebrat | No celebrat | A     | NC | 0 / 1     | 1 – 1     |
| Total Victòries−Derrotes                                                                                                   | 1253        | 793         | 314         | 385 | 91          | 1127        | 323         | 179 | 172         | 9–10        | 12–19       | 6–8         | 13–30 |    | 239 – 273 | 239 – 273 |
| Rànquing a final d'any | 1253        | 793         | 314         | 385 | 91          | 1127        | 323         | 179 | 172         | 138         | 102         | 93          | 66    |    |           |           |
| Llegenda: G: Guanyador; F: Finalista; SF: Semifinalista; QF: Quarts de final; Q: Qualificació; A: Absent; RR: Round Robin; |             |             |             |     |             |             |             |     |             |             |             |             |       |    |           |           |

## Guardons
- ATP Comeback Player of the Year (2015)